# 日ノ出町 (米子市)
日ノ出町（ひのでちょう）は、鳥取県米子市の町名。郵便番号683-0803（米子郵便局管区）。

## 歴史
昭和10年（1935年）～現在の米子市の町名。もとは米子市角盤町2丁目の一部。
町名の由来は、当町が市の北東に位置し日の出を拝む地であるため通称日の出と称していたことによるという。
大正7年（1918年）国鉄山陰線全通に伴う作業所として国鉄後藤工場が当町域（当時角盤町2丁目）に米子駅構内より新築移転し、山陰唯一の鉄道車両修理工場として発展した。

## 商工業
大正7年（1918年）に国鉄後藤工場が設立され、山陰唯一の鉄道車輌工場として繁栄し、町内には従業員宿舎なども建設された。
戦前は後藤工場周辺に商店らしいものはほとんどなかった。戦後は工場前通りや国道九号線沿いに出店がみられるようになった。
影山商店（食料品）、三浦製綿工場、古好美容室、労農クリーニング店。これらは戦後間もなくの開店である。
次いで紙谷洋服店（開業は明治の前半期とされる）、中村質店、米子百貨（質、貸家）が開店。
昭和59年（1984年）の商工業者名簿によると、花本米子営業所（塗料、塗装機器）、松江土建米子営業所、草谷米子営業所（結婚衣裳など）、資生堂鳥取販売米子営業所、モノベ（履物卸）、ヨットショップ内藤（モーターボート、釣船、発電機）、五洋技研サービス（冷暖房機、厨房器具）、石谷会計事務所、中海商業興信所、小谷工業米子出張所（建築）、岡田電工（電気工事）、菱電サービス米子出張所（冷暖房機）、八田建築研究所。

## 事件
- 米子市会計事務所社長殺害事件

## 世帯数・人口
- 昭和10年（1935年）28・97[2]
- 昭和30年（1955年）72・291[2]
- 昭和40年（1965年）111・418[2]
- 昭和50年（1975年）132・438[2]

## 出身人物・ゆかりのある人物

### 実業家・政治家
- 赤沢正道 - 元赤沢組会長。元自治大臣。衆議院議員赤沢亮正の祖父。住所が日ノ出町。